# Опатијски трамвај
Трамвајска линија Матуљи-Опатија-Ловран пројектована је крајем 20. века за парни трамвај, али због бојазни хотелијера да ће дим и бука парних локомотива ометати госте тај пројекат није прихваћен. Линија у дужини 12 км пуштена је у саобраћај 1908. године, а повезивала је железничку станицу Матуљи - Опатија преко Волоског с Опатије и Ловрана. Трамвај, односно мала електрична железница како су је називали, уведен је првенствено за потребе превоза опатијских хотелских гостију од воза до хотела. Уз путничка кола постојала су и теретна којима се превозио терет до складишта у Опатији.
У јануару 1904. инжењер Рзепа Хуго из Лебница започиње градњу трасе електричне железнице на релацији Матуљи-Волоско-Ловран. Министарство за железнице је 1907. издало грађевинску дозволу за њену градњу те је трамвај у рекордно кратком времену био инсталиран. Пуштен је у саобраћај 17. фебруара 1908. године. Пруга је била једноколосјечна те су због тога сваких неколико километара изграђене мимоилазнице на којима су се налазиле и станице. Ширина колосека је била 1000 мм, што је и данас стандардна ширина у већем делу Европе. Трамвај је користио напон од 750 волти једносмерне струје. Иако је траса од Матуља до Прелука доста стрма, трамвај није користио зупчанике за савладавање стрмине.

## Статистички подаци
- Дужина трасе: 12 км
- Ширина колосека: 1000 мм
- Напон: 750 В једносмерне струје
- Постаје: 27
- Најнижа тачка: 2 м н.в. (Ика, Ичићи, Опатија)
- Највиша тачка: 212м н.в. (Матуљи)
- Просечна брзина: 10 km/h
- Фреквенција полазака: Сваким даном од 6 од 22 сата сваких 15-20 минута
- Прва вожња: 17. фебруара 1908.
- Последња вожња: 31. марту 1933.